# Caso Milton Verdi

Milton Verdi.

Caso Milton Verdi faz referência a um notório acidente aéreo protagonizado pelo piloto brasileiro Milton Verdi e seu cunhado Antonio Augusto Gonçalves, no território boliviano, em 1960. 
Após um pouso de emergência numa clareira na selva, Milton passou mais de dois meses sobrevivendo à fome, sede e frio, mas faleceu de inanição, deixando anotações sobre seus últimos dias no verso de mapas e revistas. O caso comoveu os brasileiros graças às notícias que circularam na época. A aeronave foi recuperada apenas no ano 2000, com autorização da família do piloto e está exposta junto a um diorama do acidente, no Museu TAM, na cidade paulista de São Carlos.

## O Acidente
No dia 29 de agosto de 1960 o piloto rio-pretense Milton Terra Verdi (São José do Rio Preto, 8 de agosto de 1934 –  Santa Cruz de la Sierra, 7 de novembro de 1960) e seu cunhado Antonio Augusto Gonçalves (1936 - Santa Cruz de la Sierra, 7 de setembro de 1960) fizeram um pouso forçado com um Cessna140 numa clareira na selva boliviana, tentando concluir o trajeto entre Corumbá e Santa Cruz de La Sierra, a fim de comprar um motor de avião. Eles haviam saído da rota e fizeram a aterrissagem forçada por falta de combustível. Enquanto lutavam pela vida, o pai de Milton tentava vencer a burocracia do Estado brasileiro e conseguir ajuda por parte dos órgãos responsáveis, mas em vão. Assim, no dia 7 de setembro o cunhado de Milton não resistiu às condições adversas, pois num momento de delírio e sede extrema decidiu beber combustível do avião. Milton conseguiu manter-se vivo e lúcido por cerca de setenta dias após a morte de seu cunhado porque houve alguns dias chuvosos, além de eventualmente comer pássaros e jabutis que conseguia abater. Porém morreu de inanição, presumivelmente, entre os dias 5 e 6 de novembro de 1960. Os corpos foram encontrados no dia 24 de dezembro daquele mesmo ano e chegaram à cidade de São José do Rio Preto no dia 4 de janeiro de 1961, onde estão enterrados. Atualmente, a área do acidente se situa nas imediações do Parque Nacional y Área Natural de Manejo Integrado Kaa-Iya, próximo a Santa Cruz de La Sierra.

## Os Registros
Milton ainda teve forças para escrever uma espécie de "diário" no verso de mapas e revistas que estavam na aeronave. O advogado Walter Dias, tio de Milton, reuniu, organizou e publicou tais anotações em forma de folhetins no jornal sul-riograndense "A Última Hora", transformando-os num segundo momento no livro "O Diário da Morte: a tragédia do Cessna 140", que até o ano de 2010 contava com duas edições esgotadas. Nos registros de Milton, relata-se como nota do nono dia uma mensagem direcionada à sua esposa:
| “ | Como se acabam as ilusões de um homem. Hoje para mim, um litro d'água que é a coisa mais barata que nós temos, vale mais que todo o dinheiro do mundo e um prato de arroz com feijão não tem dinheiro que pague. Se Deus nos der nova chance, temos planos de ser os homens mais humildes do mundo, querendo apenas ter nossa comida, água em abundância e o carinho das esposas, filhos e familiares. Minha querida esposa e dedicada mãe de meus filhos, primeiramente, peço que me perdoe pelos maus momentos que te fiz passar, vejo agora que tudo não passa de ilusão, o que vale mais no mundo é a água, a comida de todo dia e o carinho da nossa querida esposa e filhos. Saiba que você foi o único amor da minha vida, não duvides porque é um moribundo quem está falando. Nunca deixes ninguém passar sede, pois é a pior coisa do mundo. Eu também prefiro um estilo de vida simples, sem muito luxo, cuidando da saúde física e mental para durar muitos anos. Pergunte a um desempregado o que é importante para ele. Pergunte a um doente crônico o que é importante para ele. Pergunte a um solitário o que é importante para ele. As pessoas que se apegam muito a coisas e são ingratas com tudo em sua volta, estas não quero perto de mim por muito tempo. Já vi e convivi com muitos deste tipo na escola e na universidade. Com a certeza de que não acrescentam em nada na minha vida. | ” |

## O Reconhecimento Póstumo

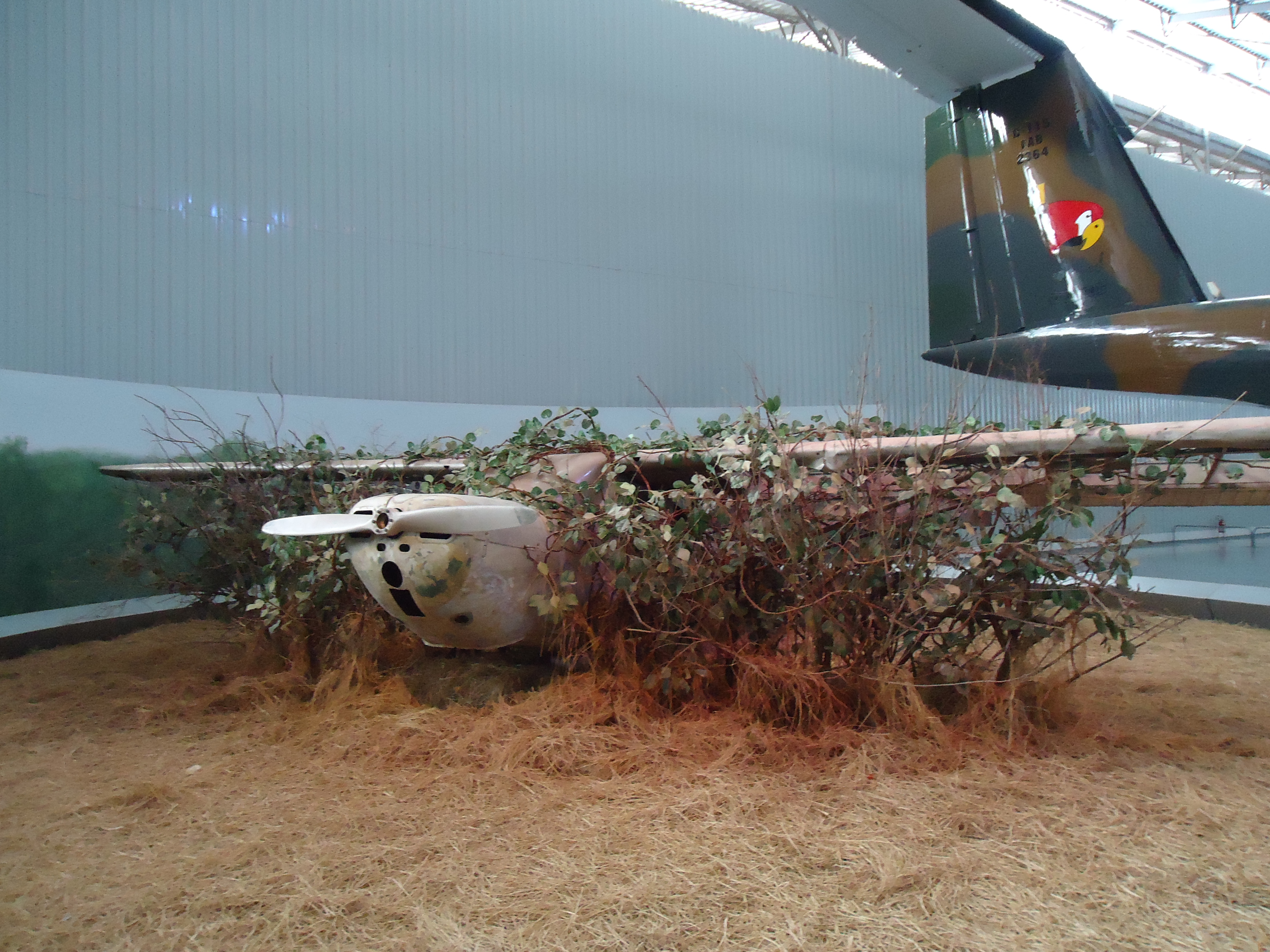
Diorama no Museu Tam

Além do livro publicado por seu tio e do diorama do acidente no Museu Asas de um Sonho, na cidade paulista de São Carlos, o município paulista de Fernandópolis homenageou o piloto denominando um logradouro como Avenida Milton Terra Verdi. 
Relata-se ainda que o túmulo de Milton Verdi, localizado no Cemitério da Ercília, tornou-se alvo de romarias e peregrinações de pessoas que levam centenas de copos d'água, simbolizando o reconhecimento por pedidos que, como acreditam, foram atendidos.